# Marillyn Hewson
Marillyn Adams Hewson (Junction City, 1954) é uma empresária norte-americana, atual presidente da Lockheed Martin, uma empresa fabricante de produtos aeroespeciais. Em 2019, apareceu na lista de 100 pessoas mais influentes do ano pela Time.